# 李商天
李商天（英語：Sang Chun Lee，韓語：이상천，1954年1月15日－2004年10月19日），通常簡稱為Sang Lee，是一位韓裔美國職業開侖運動員和世界冠軍。他在韓國出生並長大，於1987年（33歲）移居美國紐約市。
李商天在抵達美國時被稱為“三顆星撞球的麥可·喬丹”，當時他已經擁有八個韓國全國冠軍頭銜。在1990年至2001年期間，李商天迅速繼續在美國占據三顆星撞球，連續十二次贏得美國撞球協會全國三顆星錦標賽冠軍。
他在1993年也成為三顆星世界杯冠軍。他幾乎在1999年再次奪冠，但以些微比數敗給狄克·雅斯柏斯。
李商天在2004年死於胃癌。